# Clossiana bialovienzensis
Clossiana bialovienzensis är en fjärilsart som beskrevs av Gieysztor 1923. Clossiana bialovienzensis ingår i släktet Clossiana och familjen praktfjärilar. Inga underarter finns listade i Catalogue of Life.